# Ümit Nacaroğlu
Ümit Savaş Nacaroğlu (maggio 1943) è un ex cestista turco con cittadinanza svizzera.

## Carriera
Inizia la carriera nel suo paese natale risultando anche miglior marcatore dall'edizione 1967-1968. Dopo un passaggio di tre stagioni al Beşiktaş si mette in mostra in amichevole a Varese conquistando il tecnico Enrico Parmigiani che lo convince a trasferirsi in Svizzera segnando così la storia dell'SP Pregassona. In Svizzera resterà anche oltre fine carriera, avvenuta nel 1982, mettendo in bacheca un titolo di Coppa Svizzera.

## Palmarès
- Coppa Svizzera: 1

Pregassona: 1972-1973